# جوزيف د. فيتزجيرالد
جوزيف د. فيتزجيرالد (بالإنجليزية: Joseph D. FitzGerald)‏ هو أكاديمي أمريكي، (و. 1899  م).